# Frederic Horace Clark-Steiniger
Frederic Horace Clark-Steiniger, även kallad Leo Saint Damian, född 23 december 1860, död 27 januari 1917 i Zürich, var en amerikansk pianist och musikskriftställare.
Clark-Steiniger var elev till Oscar Paul och Ludwig Deppe. Ursprungligen gynnades han av Franz Liszt, och vann 1885-1914 en viss berömmelse på grund av sin nydanande, ur Deppe-metoden framvuxna ockultitiskt betonade uppfattning om pianospelet.